# Nannoglottis
Genre
Synonymes
Classification APG III (2009)
Nannoglottis est un genre de plantes à fleurs de la famille des Asteraceae qui comprend trois espèces acceptées sur les onze décrites. Les espèces de Nannoglottis se rencontrent dans les montagnes himalayennes du Bhoutan, de Chine, du Népal et d'Inde, ainsi que dans les montagnes du Gansu, du Shaanxi et du Yunnan.

## Espèces
- Nannoglottis carpesioides Maxim. (espèce type)
- Nannoglottis hookeri (Clarke ex Hook.f.) Kitam.
- Nannoglottis latisquama Ling & Y.L.Chen